# Listă de pictori venezueleni
Aceasta este o listă de pictori venezueleni.

## C
- Carlos Cruz-Diez

## M
- Arturo Michelena

## S
- Jesús Rafael Soto